# فهرست فرزندان شاهان قاجار

## فرزندان فتحعلی شاه قاجار
| ردیف | نام                      | تصویر | تاریخ تولدتاریخ فوت       | نام مادر              |
| ---- | ------------------------ | ----- | ------------------------- | --------------------- |
| ۱    | محمدعلی میرزا            |       | ۱۵ دی ۱۱۶۷ ۳۰ آبان ۱۲۰۰   | زیباچهر گرجی          |
| ۲    | محمدقلی میرزا ملک‌آرا     |       |                           | آسیه‌خانم قاجار قُوانلو |
| ۳    | محمدولی میرزا            |       |                           |                       |
| ۴    | عباس میرزا               |       | ۵ شهریور ۱۱۶۸ ۳ آبان ۱۲۱۲ | آسیه‌خانم قاجار دَوَلّو   |
|      | شاه‌بیگم خانم ضیاءالسلطنه |       | ۱۲۱۴ -۱۲۹۰ ق.             | مریم‌خانم              |

از فتحعلیشاه قاجار فرزندان بسیار و در حدود ۳۰۰ تا ۵۰۰ نفر به جا مانده است که از مهم‌ترین آنان حسینعلی میرزا فرمانفرما و دیگری حسنعلی میرزا شجاع‌السلطنه است.

## فرزندان محمدشاه قاجار
| ردیف | نام            | تولد/وفات                     | نام مادر                  | تصویر | توضیحات                                             |
| ---- | -------------- | ----------------------------- | ------------------------- | ----- | --------------------------------------------------- |
| ۱    | ناصرالدین شاه  | ۲۵ تیر ۱۲۱۰/ ۱۲ اردیبهشت ۱۲۷۵ | مهدعلیا                   |       | ولیعهد محمد شاه و سپس شاه ایران                     |
| ۲    | عباس میرزا     | ۶ آذر ۱۲۱۸/ ۲۵ فروردین ۱۲۷۶   | خدیجه‌خانم چهریقی          |       | ملقب به مُلک‌آرا                                      |
| ۳    | محمدتقی میرزا  | ۱۲۱۹/ ۱۲۸۰                    | زینب‌خانم افشار ارومی      |       | ملقب به رکن‌الدوله حاکم فارس و خراسان جد خاندان رکنی |
| ۴    | عبدالصمد میرزا | ۱۳ اسفند ۱۲۲۲/ ۱۳۰۸           | اُقل‌بیگه سالور             |       | ملقب به عزالدوله جد خاندان سالور                    |
| ۵    | عزت‌الدوله      | ۱۲۱۱/ ۱۲۸۰                    | مهدعلیا                   |       | ابتدا همسر امیرکبیر و سپس همسر یحیی خان مشیرالدوله  |
| ۶    | عزیزالدوله     |                               | خدیجه‌خانم چهریقی          |       | همسر شاهزاده کیومرث میرزا عمیدالدوله                |
| ۷    | عفت‌الدوله      |                               | بلورخانم از نوادگان زندیه |       |                                                     |
| ۸    | احترام‌الدوله   |                               | اُقل‌بیگه سالور             |       | همسر مهدی‌قلی میرزا سهام‌الملک                        |

## فرزندان ناصرالدین شاه قاجار
| ردیف | نام                                  | تولد (هـ. خ/هـ.ق.)                   | مرگ (هـ. خ/هـ. ق)                 | نام مادر                      | یادداشت‌ها |
| ---- | ------------------------------------ | ------------------------------------ | --------------------------------- | ----------------------------- | --- |
| ۱    | فخرالملوک قاجار                      | ۱۲۲۷/۱۲۶۳                            | ۲۰ فروردین ۱۲۵۷/۶ ربیع‌الاول ۱۲۹۵  | گلین خانم                     | در ۱۶ آبان ۱۲۳۹ (۲۲ ربیع‌الثانی ۱۲۷۷) به ازدواج امیرمهدی خان انتظام‌الدوله قاجار درآمد. صاحب چهار فرزند شد. |
| ۲    | سلطان محمود میرزا (پسر ناصرالدین‌شاه) | ۱۳ مهر ۱۲۲۸/۱۸ ذی‌القعده ۱۲۶۵         | ۱۲۲۹/رمضان ۱۲۶۶                   | گلین خانم                     | در پنج ماهگی به ولیعهدی برگزیده شد. در یازده ماهگی درگذشت. |
| ۳    | سلطان مسعود میرزا ظل‌السلطان          | ۱۵ دی ۱۲۲۸/۲۰ صفر ۱۲۶۶               | ۱۰ تیر ۱۲۹۷/۲۳ رمضان ۱۳۳۶         | عفت‌السلطنه                    | |
| ۴    | سلطان معین‌الدین میرزا                | ۱۹ بهمن ۱۲۳۰/۱۶ ربیع‌الثانی ۱۲۶۸      | ۱۵ آبان ۱۲۳۸                      | تاج‌‌الدوله (همسر ناصرالدین‌شاه) | در مرداد ۱۲۳۱ (شوال ۱۲۶۸) به ولیعهدی برگزیده شد. در شب رسیدن خبر فتح هرات به تهران درگذشت. |
| ۵    | ملک شاه میرزا                        | ؟                                    | ؟                                 | ستاره خانم تبریزی             | در بازگشت ناصرالدین شاه از سفر اصفهان (۱۲۶۷) تولد یافت و در هشت ماهگی درگذشت. |
| ۶    | سلطان محمد میرزا                     | ؟                                    | ؟                                 | جیران                         | در هشت روزگی درگذشت. |
| ۷    | محمدقاسم میرزا                       | ۱۲۳۱/۱۲۶۹                            | ۸ تیر ۱۲۳۷/۱۷ ذی‌القعده ۱۲۷۴       | جیران                         | در ۱۲۷۳ هجری قمری با لقب «امیرنظام» فرمانده کل ارتش ایران شد. در ۱۳ مرداد ۱۲۳۶ (۱۳ ذی‌الحجه ۱۲۷۳) به ولیعهدی رسید. |
| ۸    | سلطان حسین میرزا                     | ۱۲۳۱/۱۲۶۹                            | ۱۲۴۷/۱۲۸۵                         | عفت‌السلطنه                    | در شانزده سالگی در حالی که حاکم خراسان بود در مشهد درگذشت. از خود پسری باقی گذاشت، مهدی‌قلی میرزا مؤیدالسلطان که توسط ظل‌السلطان سرپرستی می‌شد.                                                                                     |
| ۹    | مظفرالدین شاه                        | ۳ فروردین ۱۲۳۲/۱۲ جمادی‌الثانی ۱۲۶۹   | ۱۲ دی ۱۲۸۵/۱۸ ذی‌القعده ۱۳۲۴       | شکوه السلطنه                  | |
| ۱۰   | پری سلطان خانم                       | ؟                                    | ؟                                 | ستاره خانم تبریزی             | در یک سالگی درگذشت. |
| ۱۱   | سلطان رکن‌الدین میرزا                 | ؟                                    | ؟                                 | جیران                         | در سه سالگی درگذشت. |
| ۱۲   | زینت‌الدوله                           | ؟                                    | ؟                                 | شکوه السلطنه                  | در نه ماهگی درگذشت. |
| ۱۳   | اخترالملوک                           | ؟                                    | ؟                                 | ستاره خانم تبریزی             | در یک سالگی درگذشت. |
| ۱۴   | فاطمه خانم عصمت‌الدوله                | ۱۲۳۴                                 | ۱۲ شهریور ۱۲۸۴                    | تاج‌الدوله                     | در ۱۲۵۲ با دوست‌محمد معیرالممالک ازدواج کرد. صاحب چهارفرزند شد. از جمله دوستعلی معیری و عصمت‌الملوک معیری (همسر اول حسن مستوفی) |
| ۱۵   | کامران میرزا                         | ۳۱ تیر ۱۲۳۵/۱۹ ذی‌القعده ۱۲۷۲         | اسفند ۱۳۰۷/رمضان ۱۳۴۷             | منیرالسلطنه                   | |
| ۱۶   | ضیاءالسلطنه                          | ۱۲۳۵                                 | ۱۲۸۰                              | ندیم‌السلطنه                   | در ۱۲۵۳ با میرزا زین‌العابدین خاتون‌آبادی، امام جمعه تهران ازدواج کرد. صاحب دو پسر و دو دختر بود، از جمله جواد ظهیر و زهرا امامی                                                                                                   |
| ۱۷   | کسرائیل خانم افتخارالدوله            | ۱۲۳۶                                 | ۱۳۰۱                              | عفت‌السلطنه                    | در ۱۲۵۲ با ابوالفتح قاجار قوانلو، صارم‌الدوله ازدواج کرد |
| ۱۸   | افسرالدوله                           | ۱۲۳۷/۱۲۷۴                            | ؟                                 | گلین خانم                     | با ابوالفتح میرزا مؤیدالدوله ازدواج کرد. |
| ۱۹   | سلطان محمود میرزا (دوم)              | ؟                                    | ؟                                 | گلین خانم                     | در نه ماهگی درگذشت. |
| ۲۰   | والیه                                |                                      |                                   | والیزاده خانم                 | با محمدحسین خان اعتضادالملک قاجار ازدواج کرد. پس از درگذشت او با مهدی‌قلی خان مجدالدوله قاجار ازدواج کرد. |
| ۲۱   | توران آغا فخرالدوله                  | ۱۲۳۸                                 | ۱۲۷۰                              | خازن‌الدوله                    | با مهدی‌قلی خان مجدالدوله قاجار ازدواج کرد. بدون فرزند درگذشت. |
| ۲۲   | تومان آغا فروغ‌الدوله                 | ۱۲۴۱                                 | ۱۲۹۵                              | خازن‌الدوله                    | با علی خان ظهیرالدوله قاجار ازدواج کرد. صاحب شش فرزند شد، از جمله محمدناصر صفا (ظهیرالسلطان) و ولیه صفا (فروغ‌الملوک) |
| ۲۳   | زهرا خانم افتخارالسلطنه              | ۱۲۴۹                                 | ۱۳۲۵                              | عایشه خانم یوشی               | ابتدا با ابراهیم خان انتظام‌الدوله نوری ازدواج کرد. پس از مدتی طلاق گرفت و با امیراصلان خان نظام‌الدوله خواجه‌نوری ازدواج کرد. صاحب شش فرزند شد.                                                                                    |
| ۲۴   | فاطمه خانم قدرت‌السلطنه               |                                      |                                   | قمرتاج خانم                   | با سلطان جنید میرزا معتمدالدوله نوه فرهاد میرزا معتمدالدوله ازدواج کرد. صاحب دو فرزند شد. پس از مدتی طلاق گرفت. |
| ۲۵   | فرح‌السلطنه                           |                                      |                                   | مرجان خانم ترکمان             | |
| ۲۷   | اخترالدوله                           | ۲ دی ۱۲۶۰                            |                                   | وجیه‌الدوله                    | در ۱۲۷۳ با غلامعلی عزیزالسلطان ازدواج کرد. پس از ترور ناصرالدین شاه از عزیزالسلطان طلاق گرفت و به ازدواج ارشدالدوله درآمد. |
| ۲۸   | نصرت‌الدین میرزا سالارالسلطنه         | ۱۲ اردیبهشت ۱۲۶۱/۱۳ جمادی‌الثانی ۱۲۹۹ |                                   | زینت‌السلطنه                   | |
| ۲۹   | زهرا خانم تاج‌السلطنه                 | ۱۴ بهمن ۱۲۶۲                         | ۴ بهمن ۱۳۱۴                       | توران‌السلطنه                  | در ۱۷ آذر ۱۲۷۲ با امیرحسن خان شجاع‌السلطنه ازدواج کرد. پس از چندی طلاق گرفت و در ۱۶ اسفند ۱۲۸۶ (۱۳ صفر ۱۳۲۶) با قوللرآقاسی برادرزاده حسین پاشاخان امیر بهادر ازدواج کرد و مدتی بعد طلاق گرفت. از شجاع‌السلطنه صاحب چهار فرزند بود. |
| ۳۰   | محمدرضا میرزا رکن‌السلطنه             | ۲۵ بهمن ۱۲۶۳                         | ۱۳۳۰                              | بدرالسلطنه                    | |
| ۳۱   | شرف‌السلطنه                           |                                      |                                   | وقارالسلطنه                   | |
| ۳۲   | ملک قاسم میرزا                       | ۲۲ آبان ۱۲۶۵/۱۵ صفر ۱۳۰۴             | ۲۲ اسفند ۱۲۶۵/۱۷ جمادی‌الثانی ۱۳۰۴ | عابده بیگم                    | |
| ۳۳   | حسینعلی میرزا یمین‌السلطنه            | ۹ شهریور ۱۲۶۹                        | ۱۳۳۱                              | مرجان خانم ترکمان             | |
| ۳۴   | خدیجه خانم عزالسلطنه                 | ۱۲۶۷ یا ۱۲۶۸/۱۳۰۶                    | ۹ اردیبهشت ۱۳۶۳/۲۸ رجب ۱۴۰۴       | محبوب‌السلطنه                  | با غلامحسین امیراصلانی (احتشام‌الملک) ازدواج کرد. صاحب شش فرزند شد. |
| ۳۵   | احمدرضا میرزا عضدالسلطنه             | ۱۰ تیر ۱۲۷۰                          | ۱۳۱۸                              | توران‌السلطنه                  | |
| ۳۶   | عزیزالسلطنه                          | ۱۳۱۲/۱۲۷۴                            | ۱۳۲۹/۱۲۸۹ یا ۱۲۹۰                 | محبوب‌السلطنه                  | ازدواج نکرد. در سن شانزده سالگی بدون فرزند درگذشت. |

## فرزندان احمدشاه قاجار
1. ایراندخت
2. همایوندخت
3. مریم دخت
4. فریدون میرزا